# Garaeus latior
Garaeus latior är en fjärilsart som beskrevs av Eugen Wehrli 1940. Garaeus latior ingår i släktet Garaeus och familjen mätare. Inga underarter finns listade i Catalogue of Life.